# アントワネット軍用単葉機
アントワネット軍用単葉機
- 用途：実験機
- 分類：単葉機
- 設計者：レオン・ルバッソール
- 製造者：アントワネット
- 生産数：1機

アントワネット軍用単葉機（アントワネットぐんようたんようき、Antoinette military monoplane、Antoinette-Latham、Antoinette Monoblocなどと呼ばれる）は、1910年代初めに製作されたフランスの航空機である。
アントワネット IVに始まるアントワネットの航空機を再設計したものである。空気抵抗を減らすためにそれまで露出していたビームや張り線部を羽布で覆い、主脚やそり部をスパッツで覆う設計は先進的であったが、そのために空虚重量が約900kg、総重量で約1300kgと当時の航空機としてはきわめて重いものとなってしまい、60hpのエンジンでは、まともに飛行できなかった。1911年、ランスでの軍のコンテストに参加したが、軍から受注を得ることはできなかった。